# Hueytown
Hueytown é uma cidade localizada no estado americano do Alabama, no Condado de Jefferson.

## Demografia
Segundo o censo americano de 2000, a sua população era de 15.364 habitantes.
Em 2006, foi estimada uma população de 15.876, um aumento de 512 (3.3%).

## Geografia
De acordo com o United States Census Bureau tem uma área de 30,1 km², sem área coberta por água.

## Localidades na vizinhança
O diagrama seguinte representa as localidades num raio de 8 km ao redor de Hueytown.